# Alexander Wienerberger
Alexander Wienerberger (ur. 8 grudnia 1891 w Wiedniu, zm. 5 stycznia 1955 w Salzburgu) – austriacki inżynier chemik, który przez 19 lat pracował w przedsiębiorstwach chemicznych ZSRR. Znany z tego, że będąc w Charkowie, wykonał serie fotografii, przedstawiających Wielki głód na Ukrainie z lat 1932–1933, które są fotograficznym świadectwem i dowodem masowego głodu mieszkańców Ukrainy w tym czasie.

## Życiorys
Alexander Wienerberger urodził się w 1891 roku (inne źródła błędnie podają rok 1898) w stolicy Austro-Węgier, Wiedniu, w mieszanej czesko-żydowskiej rodzinie. Pomimo że jego ojciec był narodowości żydowskiej, sam Aleksander, według córki, uważał się za Austriaka i ateistę.
W latach 1910–1914 studiował na Wydziale Filozoficznym Uniwersytetu Wiedeńskiego.
Podczas pierwszej wojny światowej został zmobilizowany do armii austro-węgierskiej, brał udział w bitwach przeciwko armii rosyjskiej i dostał się do niewoli w 1915 roku.
W 1917 roku pozwolono mu przenieść się do Moskwy, gdzie wraz z przyjaciółmi założył laboratorium chemiczne. Jesienią 1919 roku próbował uciec z sowieckiej Rosji do Austrii przez Estonię za pomocą sfałszowanych dokumentów, ale w Pskowie został aresztowany przez Czeka. Wienerberger został skazany za „szpiegostwo”. Znaczną część lat 20. spędził w więzieniu na Łubiance w Moskwie. Podczas pobytu w rosyjskim więzieniu jego umiejętności inżyniera chemika zostały docenione przez rząd radziecki. Więźniowie zagraniczni pracowali przy produkcji. Wienerberger został inżynierem przy produkcji lakierów i farb, a później pracował w fabrykach produkujących materiały wybuchowe.
W 1927 roku jego małżeństwo z Josefiną Rönimois, pochodzącą z bałtyckich Niemców, rozpadło się. Josefina wraz z córką Annemarie i jej synem Aleksandrem pozostała w Estonii (później Annemarie przeniosła się do Austrii). W 1928 roku, po raz pierwszy po wydostaniu się z niewoli, Wienerberger odwiedził swoich krewnych w Wiedniu i zawarł związek małżeński z Lilly Zimmermann, córką producenta z Schwechat. Po powrocie do Moskwy zniesiono z niego ograniczenia, które pozwoliły jego żonie przenieść się do Związku Radzieckiego. W 1931 roku małżeństwu Wienerbergerów urodziła się córka Margot (władze radzieckie pozwoliły żonie inżyniera wrócić do Wiednia na czas porodu). Na początku lat 30. Wienerbergerowie mieszkali w Moskwie, gdzie Alexander zajmował wysokie stanowisko w fabryce chemicznej. W 1932 roku przeniósł się do Lubuczan (obwód moskiewski), gdzie był dyrektorem technicznym fabryki tworzyw sztucznych, a w 1933 roku do Charkowa, gdzie został powołany na podobne stanowisko.

### Dowody fotograficzne głodu w latach 1932–1933

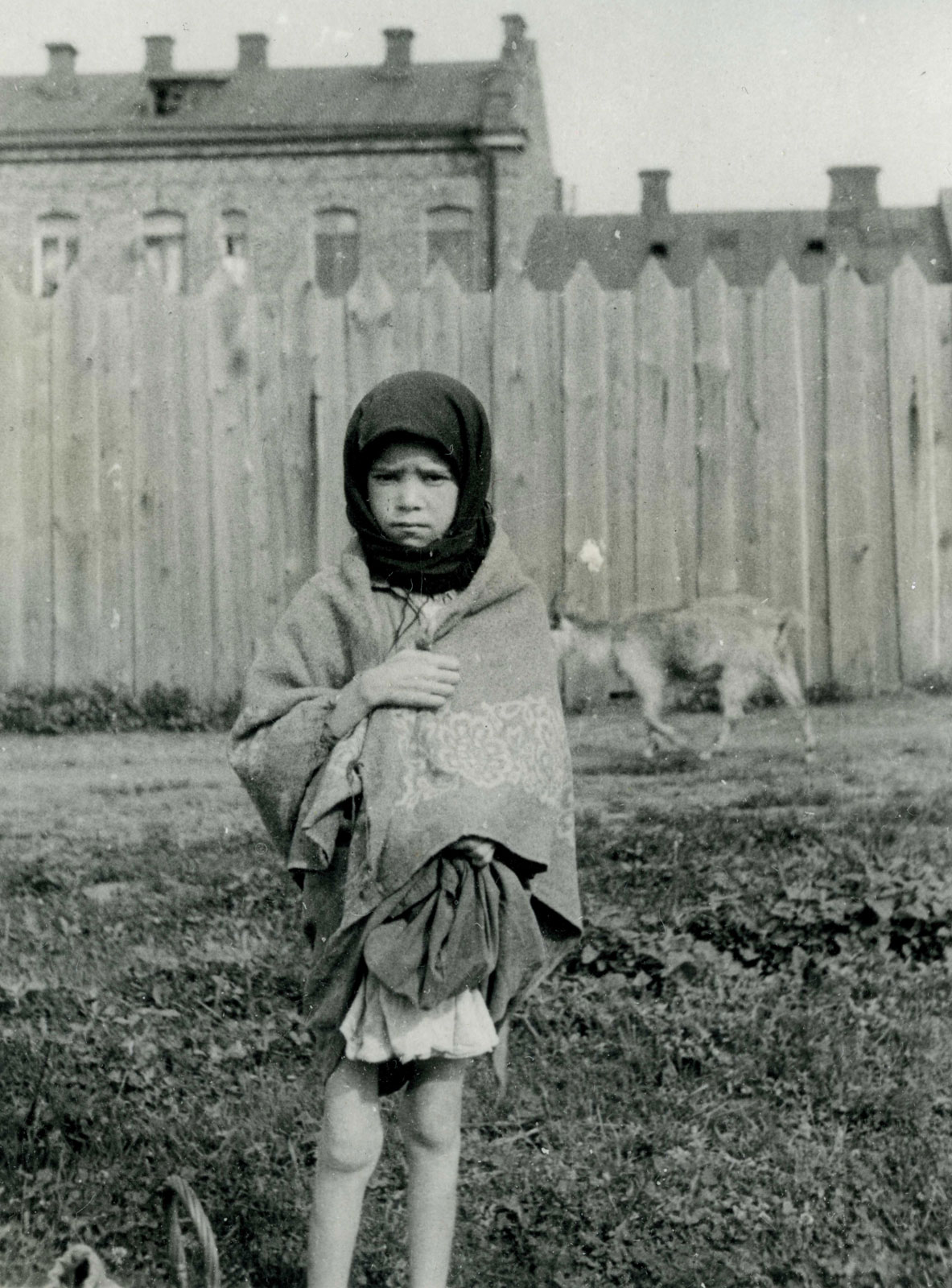
Zdjęcie głodnej dziewczynki z Charkowa

Mieszkając w Charkowie, ówczesnej stolicy Ukraińskiej SRR, Wienerberger był świadkiem Wielkiego Głodu i fotografował sceny, które widział na ulicach miasta, pomimo groźby aresztowania przez NKWD.
Podczas swojego pobytu w Charkowie Alexander Wienerberger potajemnie wykonał około 100 zdjęć. Jego fotografie przedstawiają głodnych ludzi w sklepach spożywczych, głodujące dzieci, ciała osób zmarłych z głodu, leżące na ulicach Charkowa, masowe groby ofiar głodu. Inżynier robił zdjęcia aparatem Leica, który prawdopodobnie został mu przekazany przez przyjaciół z zagranicy.
Wyjeżdżając do Austrii w 1934 roku, Wienerberger przekazał negatywy pocztą dyplomatyczną za pośrednictwem ambasady austriackiej. Austriaccy dyplomaci nalegali na taką ostrożność, ponieważ istniało duże prawdopodobieństwo przeszukania osobistych rzeczy inżyniera na granicy, a odkrycie fotografii mogłoby nawet zagrozić jego życiu. Po powrocie do Wiednia Wienerberger przekazał zdjęcia kardynałowi Theodorowi Innitzerowi, który wraz z sekretarzem generalnym Międzynarodowego Komitetu Mniejszości Narodowych, Ewaldem Ammende, przedstawił je Lidze Narodów.
W 1934 roku Front Ojczyźniany w Austrii wydał materiały Wienerbergera w formie małej broszury zatytułowanej „Rosja, jaka jest naprawdę” (Rußland, wie es wirklich ist).
Zdjęcia Wienerbergera po raz pierwszy stały się dostępne publicznie w 1935 roku dzięki publikacji w książce „Czy Rosja musi głodować?” (Muss Russland hungern?) Ewalda Ammende bez podawania nazwiska autora zdjęć, ze względu na obawy o jego bezpieczeństwo. W 1939 roku Alexander Wienerberger opublikował w Austrii własną książkę wspomnieniową o życiu w Związku Radzieckim, w której dwa rozdziały poświęcone są Hołodomorowi. Zdjęcia zostały również zawarte w jego wspomnieniach  opublikowanych w 1942 roku.
W 1944 roku Wienerberger służył jako oficer łącznikowy dla Rosyjskiej Armii Wyzwoleńczej. Po wojnie udało mu się uniknąć pojmania przez wojska radzieckie – trafił do amerykańskiej strefy okupacyjnej w Salzburgu, gdzie zmarł w 1955 roku.

### W języku rosyjskim
- Unikalne zdjęcia Hołodomoru na Ukrainie: Alexander Wienerberger potajemnie je zrobił
- „Nakarm świnie zwłokami”: opublikowane wcześniej nieznane zdjęcia Hołodomoru
- „Ryzykując dostanie się do lochów NKWD, mój pradziadek sfotografował ofiary Hołodomoru”
- „To było ludobójstwo”: historia brytyjskiego fotografa, który opowiada o Hołodomorze

### W języku ukraińskim
- Nieznane zdjęcie Hołodomoru inżyniera Wienerbergera

### W innych językach
- Alexander Wienerberger: Wspomnienia jego córki [odzyskano 10/20/2013].
- http://britishphotohistory.ning.com/profiles/blogs/alexander-wienerberger
- https://www.rferl.org/a/holodomor-ukraine/25174454.html
- Josef Vogl. Alexander Wienerberger - Fotograf des Holodomor. W: Dokumentationsarchiv des österreichischen Widerstandes (Hrsg. ), Feindbilder, Wien 2015 (= Jahrbuch 2015), S. 259–272